# Los Angeles-Raffinerie (Marathon Petroleum)
Die Los Angeles-Raffinerie (englisch: Los Angeles Refinery) von Marathon Petroleum ist eine US-amerikanische Raffinerie in Los Angeles im Bundesstaat Kalifornien. Sie besteht aus den zwei Betriebsstandorten Carson und Wilmington, diese waren in der Vergangenheit eigenständige Raffinerien unter BP und Shell. Mit einer Tageskapazität von 363.000 Barrel ist sie die größte Raffinerie an der Westküste.

## Geschichte
Der Standort Wilmington wurde 2007 von der Shell, der Standort Carson 2013 von der BP durch die Tesoro erworben. Tesoro änderte 2017 seinen Namen zu Andeavor und wurde 2018 durch Marathon Petroleum übernommen.
Am 25. Februar 2020 kam es im Standort Carson zu einem Feuer in den Prozessanlagen.

### Wilmington
Der Standort wurde 1923 durch die California Petroleum Corp eröffnet. 1998 wurde Shell Joint-Venture-Partner und 2002 übernahm Shell die komplette Raffinerie. 2007 wurde die Raffinerie an die Toroso verkauft.

### Carson
1938 wurde die Raffinerie durch die Richfield Oil Company of CA in Betrieb genommen, welche 1966 mit der Atlantic Refining fusionierte.
Von 1966 bis zur Übernahme in 2000 durch die BP, war die Atlantic Richfield Company (ARCO) Besitzer der Raffinerie.
BP verkaufte die Raffinerie zum 1. Juni 2013 an Tesoro, gleichzeitig wurden die ARCO mitverkauft.

## Technische Daten
Es werden unter anderem schwere Rohöle aus dem San Joaquin Valley, Los Angeles Basin sowie Alaska North Slope, Südamerika und
Westafrika verarbeitet.

### Wilmington
Der Standort Wilmington hat einen Nelson-Complexity-Index von 16,4 bei einer Jahreskapazität von 5.000.000 Tonnen.
| Anlage                      | Kapazität       |
| --------------------------- | --------------- |
| Atmosphärische Destillation | 97.000          |
| Vakuum-Destillation         | 65.000          |
| Delayed Coker               | 42.000          |
| Fluidised Catalytic Cracker | 35.000          |
| Hydrocracken                | 10.000 + 22.000 |
| Catalytic Reformer          | 35,200          |
| Entschwefelungsanlagen      |                 |

### Carson
Der Standort Carson hat einen Nelson-Complexity-Index von 13,2 bei einer Jahreskapazität von 13.300.000 Tonnen.
| Anlage                      | Kapazität bbl/d |
| --------------------------- | --------------- |
| Atmosphärische Destillation | 266.000         |
| Vakuum-Destillation         | 140.000         |
| Delayed Coker               | 67.100          |
| Fluidised Catalytic Cracker | 102.500         |
| Hydrocracken                | 50.000          |
| Catalytic Reformer          | 10,000 + 43,000 |

### Watson Cogeneration Plant
Das Watson Cogeneration Plant (33° 49′ 0,7″ N, 118° 14′ 41,9″ W) ist ein Kraftwerk im Standort Carson, welches durch Kraft-Wärme-Kopplung die Raffinerie mit Dampf und Strom versorgt. Die vier GE 7E.03 Gas Turbinen haben eine elektrische Leistung von 400 MW. Es ist das größte Kraft-Wärme-Kopplungskraftwerk in Kalifornien.